# Gliceraldehid 3-fosfat
Gliceraldehid 3-fosfat (trioza fosfat, 3-fosfogliceraldehid, G3P, GADP, GAP, TP, GALP, PGAL) je hemijsko jedinjenje koje se javlja kao intermedijer u nekoliko centralnih metaboličkih puteva u svim organizmima. On je fosfatni estar triugljeničnog šećera gliceraldehida, sa hemijskom formulom 37O6.

## Spoljašnje veze
- [http://www.genome.jp/dbget-bin/www_bget?compound+C00118
- [http://www.genome.jp/dbget-bin/www_bget?compound+C00661